# Структурна формула
Структу́рна фо́рмула — або формула будови, схематично показує порядок сполучення атомів у молекулі.

## Загальний опис
Структурна формула — хімічна формула, яка показує не лише атомні співвідношення в сполуці, але й послідовність їх сполучення та взаєморозташування в хімічній частинці. Атоми представляються їх елементними символами, а ковалентні зв'язки — лініями. Символ C на кінцях та на стиках зв'язків часто не пишеться. Проте більшість таких формул все ж не дає повної інформації про те, як атоми розташовані в просторі.
Зі звичайних хімічних формул видно якісний і кількісний склад молекул, тобто ці формули показують, атоми яких елементів і в якій кількості входять до складу молекул даної речовини. Але звичайні формули не дають уявлення, як атоми сполучені в молекулі один з одним. Так звані структурні формули, або формули будови, схематично показують порядок сполучення атомів у молекулі.
При складанні структурних формул ковалентні зв'язки атомів замінюють рисочками. Кожна рисочка означає одну одиницю валентності, оскільки вона заміняє собою одну спільну електронну пару. Рисочками сполучають ті атоми, які утворюють між собою хімічний зв'язок. Наприклад, структурна формула молекули сульфатної кислоти (H2SO4) має такий вигляд:
Як видно з цього прикладу, структурна формула показує не тільки кількості атомів кожного елементу, що входять до складу молекули, але і як вони сполучені один з одним. З наведеної структурної формули видно, що сірка в молекулі Н2SO4 шестивалентна, кисень — двовалентний, а водень — одновалентний. Формула показує також, що атом сірки всіма своїми валентними зв'язками сполучений з атомами кисню. Атоми кисню, так само, як і атоми водню, самі між собою не зв'язані. Два атоми кисню обома своїми зв'язками зв'язані з атомом сірки, а два останніх — одним зв'язком з сіркою, а другим — із воднем. Атоми водню зв'язані з сіркою через атоми кисню.
Структурні формули більш наочні і дають значно повніше уявлення про молекули, ніж звичайні формули. В багатьох випадках вони дають можливість пояснення тих чи інших властивостей речовини, оскільки властивості речовин обумовлюються не тільки атомним складом їх молекул, а й будовою молекул.

## Значення структурних формул для розуміння
Відкриття теорії будови органічних сполук О.М. Бутлерова і початок використання структурних формул замість молекулярних дали міцний поштовх для нового розуміння поняття "валентність", особливо для органічних сполук.Також  структурна формула пояснює різноманітність органічних сполук і дає можливість Є.Й.Берцеліусу ввести нове поняття — "ізомерія"

## Структурні формули в органічній хімії
Особливо велике значення структурні формули мають в органічній хімії.

Часто використовуються структурні формули, де зв'язки з атомами водню НЕ позначаються валентними рисками. В іншому типі структурних формул (скелетних), застосовуваних для великих молекул в органічній хімії, не вказуються атоми водню пов'язані з вуглецевими атомами і не позначаються атоми вуглецю.

Однак при цьому слід пам'ятати, що структурні формули, хоч і показують порядок або послідовність сполучення атомів у молекулі, не відображають їх розташування у просторі. Отже, і структурна формула не відображає справжньої будови молекули.

## Алгоритм створення структурної формули

### Для насичених сполук:
1. Напиши молекулярну формулу, наприклад- С3H8;
2. Напиши атоми карбону в лінію: C   C    C ;
3. З'єднай карбони між собою рисками (простими звязками): C-C-C ;
4. Допиши кількість зв'язків, щоб кожен Карбон мав 4 зв’язки (валентність IV);
5. Допиши атоми Гідрогену на перевір склад молекули(Див.малюнок):[1]

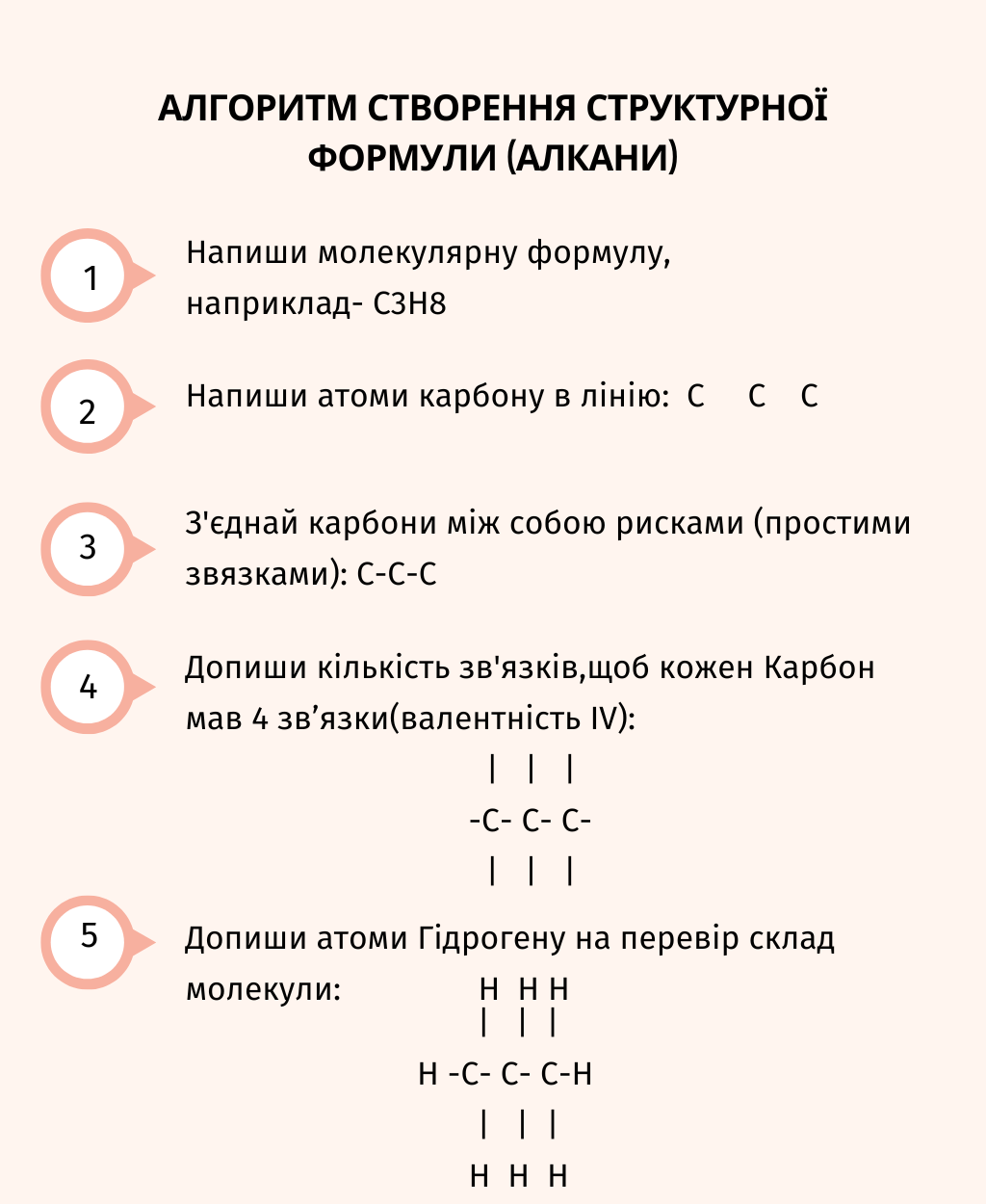
Алгоритм створення структурної формули для алканів

### Для ненасичених сполук(алкенів, алкінів тощо):
1. Напиши молекулярну формулу, наприклад- С4H8;
2. Напиши атоми карбону в лінію: C   C    C  C;
3. З'єднай карбони між собою рисками (простими звязками): C-C-C =C ;
4. Допиши кількість зв'язків, щоб кожен Карбон мав 4 зв’язки(валентність IV);

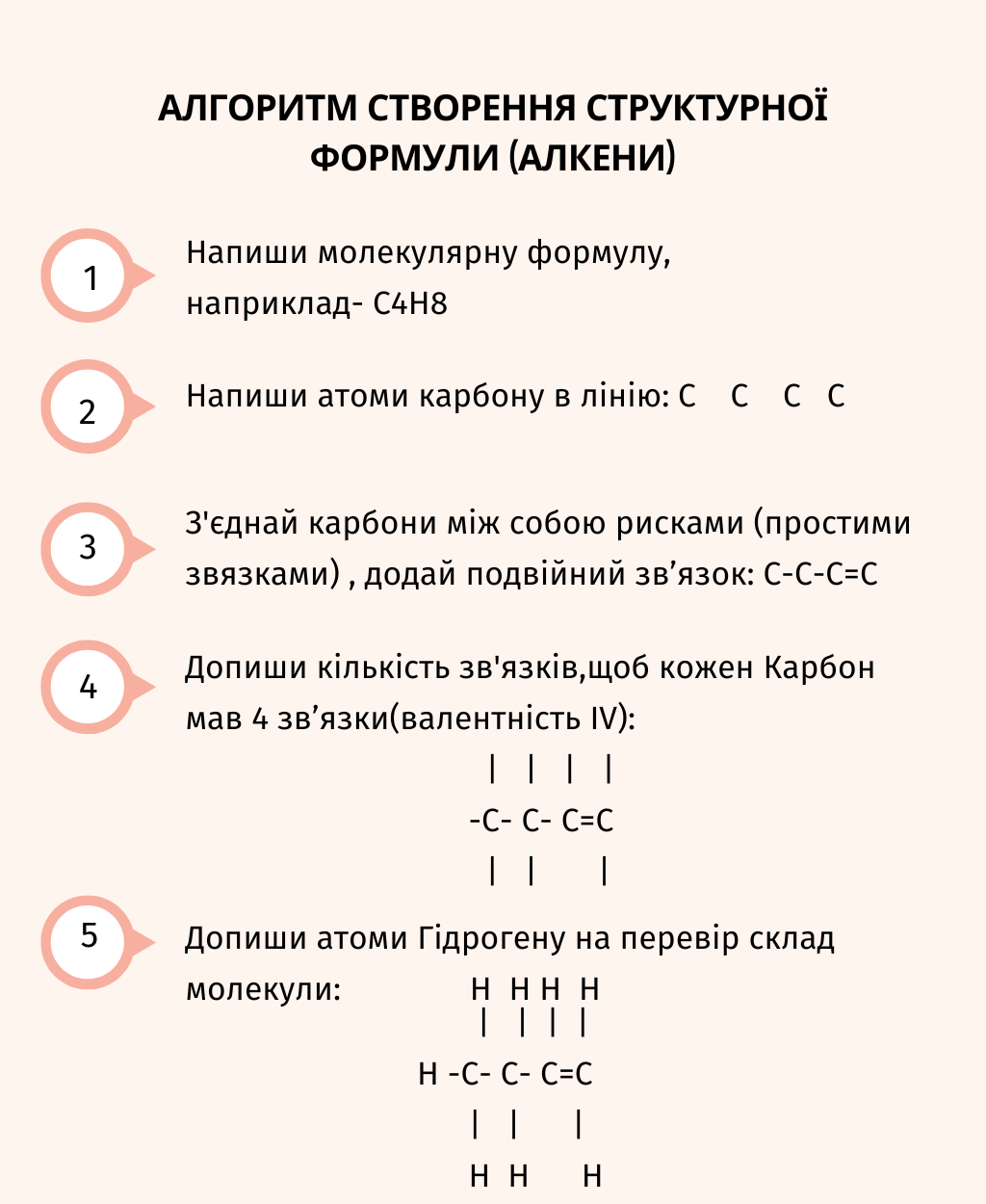
Алгоритм створення структурної формули для алкенів

5. Алгоритм створення структурної формули для алкенівДопиши атоми Гідрогену на перевір склад молекули(Див.малюнок):

## Стереохімія
Реальні молекули мають просторову будову, їх атоми розташовані в просторі, а не в одній площині, як їх зображають структурними формулами на папері.

## Структурні формули іонних та інших сполук
Інколи структурні формули поширюють і на іонні сполуки. При цьому одною рисочкою позначають дві одиниці валентності: одну — позитивну і одну — негативну. Але при цьому слід мати на увазі, що структурні формули в таких випадках мають дуже умовний характер і по суті не відображають дійсності, оскільки іонні сполуки в твердому стані при звичайних умовах складаються не з молекул, а з іонів (див., наприклад, будову NaCl, рис. 14) і лише в пароподібному стані вони складаються з молекул.